# Sportivo Alsina Buenos Aires
Club Sportivo Alsina – argentyński klub piłkarski z siedzibą w mieście Valentín Alsina leżącym w obrębie zespołu miejskiego Buenos Aires.

## Historia
Klub założony został 17 października 1906 roku pod nazwą El Aeroplano. W 1918 wstąpił do Asociación Argentina de Football (AAF) i dołączył do Segunda División (trzeci stopień). W 1920 awansował do stopnia División Intermedia (drugi stopień). W dniu 15 lutego 1922 roku klub zmienił nazwę na Sportivo Alsina. W 1923 wstąpił do Asociación Amateurs de Football (AAmF), na poziomie drugim. W 1927 roku turniej przeniósł się na trzeci poziom. W 1932 roku został mistrzem División Intermedia i awansował do Primera B, ale restrukturyzacja pozwoliła mu awansować do Primera División w 1933. Liga miała charakter amatorski, jednak federacja miała wówczas uznanie międzynarodowe w odróżnieniu od Liga Argentina de Football, która organizowała rozgrywki ligi zawodowej, więc liga amatorska miała przez to rangę najwyższej ligi Argentyny. W 1933 roku Sportivo Alsina zajął 5 miejsce, a w 1934 8 miejsce.
Sezon w roku 1934 był ostatnim sezonem, w którym liga amatorska miała charakter najwyższej ligi. Federacja Asociación Argentina de Football (w skrócie AAF) połączyła się z federacją Liga Argentina de Football (w skrócie LAF), tworząc nową federację Asociación del Football Argentino (w skrócie AFA), która została członkiem FIFA w miejsce AAF. W tym momencie liga amatorska straciła swój dotychczasowy pierwszoligowy status, w związku z czym Sportivo Alsina stracił swój pierwszoligowy status.
Bramkarz klubu Sportivo Alsina Ángel Grippa wziął udział w finałach mistrzostw świata w 1934 roku.
W latach 40. w klubie Sportivo Alsina pierwsze kroki stawiał Gilberto Sola, przyszły reprezentant Argentyny i mistrz Ameryki Południowej.
Sportivo Alsina spędził w najwyższej lidze Argentyny dwa sezony, w trakcie których rozegrał 41 meczów (20 zwycięstw, 8 remisów i 13 porażek), uzyskał 48 punktów, zdobył 74 bramki i stracił 56 bramek. W 1936 został mistrzem Tercera División (trzeci stopień) i awansował do Segunda División. W 1937 zszedł do Tercera División. W 1941 ponownie został mistrzem Tercera División i awansował do Segunda División, ale w 1942 ponownie spadł z ligi.
W 1946 roku sekcja męskiej piłki nożnej została rozwiązana. Obecnie w klubie istnieje tylko kobieca sekcja futbolu oraz koszykówka.